# John Maclean
John Maclean,  (Pollokshaws, Glasgow; 24 de agosto de 1879 - Glasgow, 30 de noviembre de 1923) fue un sindicalista, orador, político y educador británico. Maestro de escuela y socialista revolucionario destacó como orador durante el periodo del Clydeside Rojo. Su oposición a la Primera Guerra Mundial, provocó su arresto en virtud de la Ley de Defensa del Reino y la pérdida de su puesto docente. En abril de 1918 fue arrestado y juzgado por el delito de sedición. Su discurso de 75 minutos desde el banquillo se convirtió en un texto célebre para los izquierdistas escoceses y el socialismo internacional. Condenado a cinco años de prisión, y puesto en libertad tras sucesivas huelgas de hambre, se le aplicó el armisticio del 11 de noviembre de 1918, pero por su malograda salud durante los meses transcurridos en la cárcel, murió en Glasgow el 30 de noviembre de 1923, a los 44 años de edad.

## Biografía
Nacido en el suburbio de Pollokshaws, su padre era un alfarero procedente de Bo'ness y su madre una muchacha de Corpach, ambos hablaban gaélico y profesaban la fe calvinista, iglesia que cubriría parcialmente su educación como maestro de escuela. Luego asistió a clases en la Universidad de Glasgow, graduándose con una Maestría en Artes [M.A.] en 1904.
Maclean inició su actividad política en la Unión Progresista Pollokshaws y tras pasar por el “Merrie England” de Robert Blatchford, ingresó en la Federación Socialdemócrata (SDF) en el periodo de formación del Partido Socialista Británico. En 1906 conoció a James D. MacDougall, que sería su compañero político el resto de su vida. Juntos participaron en el desarrollo de las Sociedades Cooperativas de Renfrewshire para presionar a las juntas escolares locales para que proporcionaran instalaciones para clases de economía para adultos.
Su actividad crecería en el Comité de Trabajadores de Clyde junto a su también amigo James Maxton. Dilucidando que la guerra del imperialismo dividía a los trabajadores entre sí, desarrolló una campaña antibélica que provocaría su arresto el 27 de octubre de 1915 acogiéndose a la Ley de Defensa del Reino. Paralelamente, la Junta Escolar de Govan lo despidió de su puesto docente en la escuela primaria de Lorne Street, donde era maestro. En respuesta a su marginación del proceso educador oficial fundaría el Scottish Labor College. Iniciada la Primera Guerra Mundial, su actividad en círculos pacifistas le llevaría a una segunda detención y encarcelamiento del que no sería librado hasta 1917, en el marco de las manifestaciones que siguieron a la Revolución de febrero en Rusia. En enero de 1918, Maclean fue elegido presidente del Tercer Congreso de los Sóviets de toda Rusia y un mes después fue nombrado cónsul bolchevique en Escocia. Estableció un consulado en el número 12 de South Portland Street en Glasgow, pero el gobierno británico le negó el reconocimiento.

### 'Speech from the Dock' (Discurso desde el banquillo)
El 15 de abril de 1918, Maclean fue arrestado por sedición. Se le negó la libertad bajo fianza y su juicio se fijó para el 9 de mayo en Edimburgo. Llevó a cabo su propia defensa de manera desafiante, negándose a declararse culpable y cuando se le preguntó si objetaba a alguno de los miembros del jurado, respondió: «Me opongo a todos ellos». La acusación se basó en el testimonio de testigos que habían asistido a sus reuniones, que citaron extractos de sus discursos utilizando notas que habían escrito de memoria después de la reunión. Maclean se opuso a que sus palabras fueran sacadas de contexto, diciendo. «Las partes principales de mi discurso, en las que se desarrollan mis temas, se omiten. Quiero exponer el engaño del gobierno británico, su policía y sus abogados».

Del texto de su discurso desde el banquillo de los acusados se han destacado a lo largo de la historia de la izquierda escocesa y el socialismo internacional, algunos fragmentos:

«No deseo hacer daño a ningún ser humano, pero como hombre que soy, voy a ejercer mi libertad de expresión. Y ningún ser humano sobre la faz de la tierra, ningún gobierno va a quitarme mi derecho a hablar, mi derecho a protestar contra lo que está mal; mi derecho a hacer lo que sea en beneficio de la humanidad».

«He tomado medidas inconstitucionales en este momento debido a circunstancias anormales y porque el gobierno británico ha sentado un precedente. Soy socialista, he estado luchando y lucharé por una reconstrucción absoluta de la sociedad en beneficio de todos. Estoy orgulloso de mi conducta. He armonizado mi conducta con mi intelecto, y si todos lo hubieran hecho, esta guerra no habría tenido lugar. Actúo de manera coherente y limpia siguiendo mis principios [...] No importa cuáles puedan ser sus acusaciones contra mí, no importan las objeciones que tengan en el fondo de sus cabezas, mi llamada es para la clase trabajadora.  Y hago un llamamiento exclusivamente para ellos porque ellos y sólo ellos podrán lograr que el mundo entero sea una sola hermandad, sobre una base económica sólida. Sólo eso, y nada más que eso, podrá lograr una reorganización de la sociedad. Algo que sólo se podrá obtener cuando los pueblos del mundo obtengan el mundo y lo retengan».

### Ideología
Maclean creía que los trabajadores escoceses estaban especialmente capacitados para liderar la revolución y hablaba de un "comunismo celta", inspirado en el espíritu de clan. Pero ni la creación de un Partido Republicano de los Trabajadores Escoceses ni la del Partido Comunista Escocés, por las que trabajó, cuajaría en territorio británico. Por otro lado, a pesar de ser nombrado representante bolchevique en Escocia, Maclean no estaba en armonía con el Partido Comunista de Gran Bretaña, a pesar de haber absorbido al Partido Socialista Británico, al que él también había pertenecido. Como más medio siglo más tarde propondría otro sindicalista escocés, Jimmy Reid, Maclean moriría en 1923, con el sueño de que independencia y socialismo fueran compatibles.

## Legado
Ha quedado en la prensa de la época y en la memoria del trabajador escocés el funeral de Maclean como el más multitudinario visto en Glasgow. Su legado sería luego reivindicado por los movimientos nacionalistas escoceses, los laboristas y los socialistas. Tras su muerte, su hija. Nan Milton, creó la fundación John MacLean, que recogió y publicó sus escritos. Así mismo, desde la década de 1970, la izquierda escocesa reivindicaría su figura, especialmente a partir de la campaña por la independencia de Escocia a finales del siglo XX y principios del siglo XXI. Su figura también ha sido recordada en poemas y canciones de poetas y músicos escoceses como Hamish Henderson, Matt McGinn o Alistair Hulett.

«Nosotros, los socialistas, que creemos que la única guerra que vale la pena librar es la guerra de clases contra el robo y la esclavitud de los trabajadores, no pretendemos dar nuestras vidas por el capitalismo británico o por cualquier otro capitalismo. Si morimos, moriremos aquí defendiendo los pocos derechos por los que murieron nuestros antepasados. Para nosotros es más noble morir por nuestra propia clase que por la clase que nos ha robado, gobernado, despreciado y encarcelado».
John Maclean